# Ойген Петерсен
Ойген Адольф Герман Петерсен (16 серпня 1836, Гайлігенгафен — 14 грудня 1919, Гамбург) — німецький класичний археолог і філолог.

## З біографії
Вивчав класичну філологію в університетах Кіля та Бонна, де на нього вплинули Фрідріх Ґотліб Велькер, Фрідріх Рітшль та Отто Ян. У 1859 році він здобув ступінь доктора в Кілі, захистивши дисертацію про Теофраста. Після закінчення навчання він працював у Istituto di Corrispondenza Archeologica в Римі, де досліджував нещодавно відкриті поховання на Віа Латіна.
У 1862 році він отримав диплом класичної філології в університеті Ерлангена. З 1864 року він викладав у гімназії в Гузумі, потім з 1869 року працював на аналогічній посаді в Плені. З 1873 по 1879 рік він працював професором класичної філології та археології в Тартуському університеті, а згодом був призначений наступником Отто Бенндорфа в Празькому університеті.
З 1882 по 1885 разом з Бенндорфом, Феліксом фон Лушаном, Каролем Лянцкоронським та іншими він брав участь в археологічних дослідженнях у Малій Азії, про що написав дослідження «Reisen in Lykien, Milyas und Kibyratis» (1889) та «Städte Pamphyliens und Pisidiens» (1890—92). У 1886 році його обрали першим секретарем Німецького археологічного інституту (НАІ) в Афінах, а протягом наступного року змінив Вільгельма Генцена на посаді керівника НАІ в Римі.

## Вибрані праці
- Die Kunst des Pheidias am Parthenon und zu Olympia, 1873 — Мистецтво Фідія в Парфеноні та в Олімпії .
- Reisen in Lykien, Milyas und Kibyratis (разом з Феліксом фон Лушаном), 1889 — Подорож до Лікії, Міляса та Кібіри.
- Städte Pamphyliens und Pisidiens (разом з Джорджем Німаном і Каролем Ланцкоронським), 2 томи, 1890–92 — Міста Памфілії та Пісідії.
- Die Marcus-Säule auf Piazza Colonna in Rom (разом з Альфредом фон Домашевським і Гульєльмо Кальдеріні), 1896 р. — Колона Марка Аврелія на площі Пьяцца Колонна в Римі.
- Trajans Dakische Kriege (2 томи, 1899—1903) — Дакійські війни Траяна.
- Vom alten Rom (друге видання, 1900) — Про стародавній Рим.
- Die Burgtempel der Athenaia, 1907 — Замковий храм Афіни.
- Die attische Tragödie als Bild- und Bühnenkunst, 1915 — Аттична трагедія як образ і сценічне мистецтво.[5]